# Szczerbiec

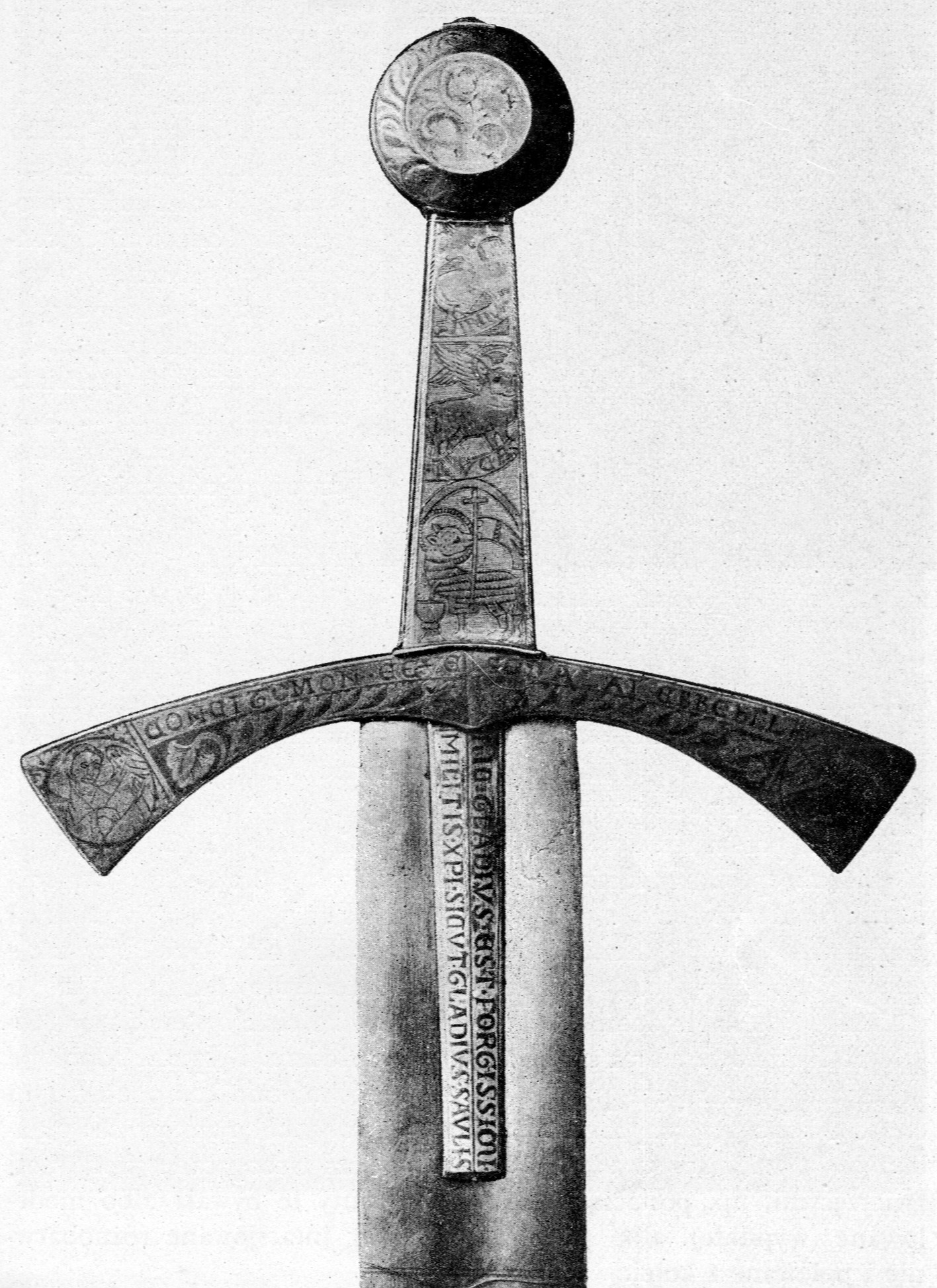
La poignée de Szczerbiec.

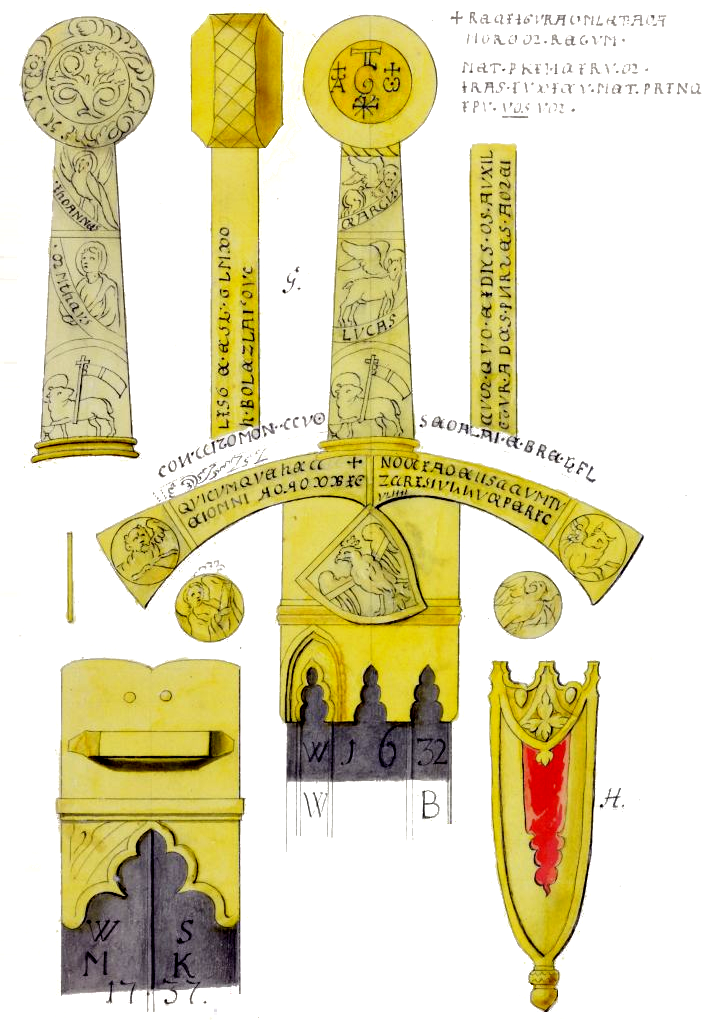
Croquis de Szczerbiec, environ 1764.

Szczerbiec (prononcé /ʃtʃerbiets/ en polonais) est le nom d’une épée de couronnement des Rois de Pologne.

## Étymologie
Son nom vient du polonais szczerba (brèche). Contrairement à la légende d'après laquelle Boleslas Ier de Pologne l'aurait ébréchée en frappant la Porte dorée de Kiev en 1018, le nom de l'arme vient de l'entaille dans la lame, prévue pour porter des reliques.

## Histoire
Szczerbiec a été fabriquée le plus probablement au tournant du XIIIe siècle en Pologne ou en Rhénanie. Son premier titulaire historiquement prouvé est le prince Boleslas Ier de Mazovie (1208-1248). Utilisée pour la première fois lors du couronnement de Ladislas Ier de Pologne en 1320, elle est mentionnée pour la première fois par Jan Długosz lors de l'intronisation de Casimir IV Jagellon en 1447. D'autres sources relatent que Szczerbiec date du premier quart de XIIIe siècle et qu'elle aurait appartenu aux chevaliers teutoniques et que par la suite elle est entrée en possession de Conrad Ier de Mazovie. En 1795 elle est pillée par les Prussiens, pour être rachetée par l'ambassadeur russe en France Alexandre Basilevski en 1870. Quatorze ans plus tard toute la collection de Basilevski est acquise par le tsar Alexandre III et Szczerbiec se retrouve au musée de l’Ermitage à Saint-Pétersbourg. Ce n'est qu'en 1928 qu'elle revient en Pologne à la suite de la paix de Riga. En 1939 face à la menace de guerre, elle est envoyée au Canada avec d'autres trésors précieux. En 1959, Szczerbiec retrouve sa place au château du Wawel.

## Légende
La légende raconte que Szczerbiec aurait été ébréchée par Boleslas Ier en frappant la Porte dorée de Kiev en 1018, l'épée elle-même lui aurait été offerte avec une couronne ainsi qu'un orbe par l'empereur du Saint-Empire romain germanique Otton III lors du congrès de Gniezno.
En réalité, la lame de Szczerbiec ne porte aucune brèche et la Porte dorée n'existait pas encore en 1018.

## Description

Les dimensions de Szczerbiec.

Szczerbiec est une épée de cérémonie à deux tranchants, la poignée porte les symboles de l'Agnus Dei. La lame possède une entaille pour y placer une relique, ce qui était répandu au Moyen Âge. Par la suite un écu frappé de l'aigle blanc des rois de Pologne a été ajouté.

## Dimensions
- Longueur totale : 98,4 cm
- Longueur de la lame : 82 cm
- Largeur de la lame : 5 cm

## Arts et média
La Sczerbiec est au centre de l'intrigue du 16ème épisode de la 11ème saison de la série policière canadienne les enquêtes de Murdoch (le Jeu des rois).

## Source de la traduction
- (pl) Cet article est partiellement ou en totalité issu de l’article de Wikipédia en polonais intitulé « Szczerbiec » (voir la liste des auteurs).